# Buborcsboglárka
A buborcsboglárka (Ranunculus sardous) a boglárkavirágúak (Ranunculales) rendjébe, ezen belül a boglárkafélék (Ranunculaceae) családjába tartozó faj.

## Előfordulása
Európában őshonos, elterjedt Nyugat-Ázsia és Észak-Afrika bizonyos területein, de Észak-Amerika nyugati részein is előfordul.

## Megjelenése
A csíranövény kissé húsos sziklevelei 5–6 mm-esek, tojásdadok, csúcsuk lekerekített, nyelük rövid. Az első levél majdnem négyszögletű körvonalakkal rendelkezik, csúcsán azonban háromfogú: ezeknek a fogaknak a kicsípése majdnem egyenes, enyhén domborodik.
A kifejlett növény magassága általában 10–45 cm, de 5 és 60 között is lehet. Gyökérzete bojtos. Szára egyenes, kevés elágazású, szőrtelen vagy ritka szőrrel borított. Szőrös levelei 2,5–10 cm-esek, hármasan szeldeltek, levélszeletkéi továbbhasadtak, lekerekített alakúak; gyakori, hogy a középső szeletke hosszabb az oldalsóknál. Alsó levelei nyelesek, a felsők ülők. Csészelevelei 3–6 mm-esek, visszahajlók, rövid szőrűek. Általában öt, sárga, obovális alakú sziromlevele van, ezek 7–10 mm hosszúak és 5–8,5 mm szélesek. Számos porzója van, ezek többnyire hosszabbak a termőnél, a portokok 1,2–1,8 mm-esek. Termése 2–3 mm-es aszmag. Az aszmagcsoport kerekded, de az azt alkotó egyes aszmagok laposak, tojásdadok, éles szegélyűek. Csőrük egyenes vagy enyhén görbült, felfelé hajló, bordázott. Színűk barna, felületük finoman pontozott.

## Életmódja, termőhelye
Nedves és szikes réteken, mezőgazdasági művelés alatt álló területeken többfelé gyakran előfordul, jellemzően 300 méteres tengerszint feletti magasságok alatt. Magyarország nedves szántóin országszerte előfordul, de a művelt területeken legfeljebb szálanként. Feltört vagy taposott legelőkön gyakoribb.
Egy- vagy kétéves, sótűrő növény.

## Alfajai, változatai
A buborcsboglárkának két alfaja és két változata ismert:
- Ranunculus sardous subsp. laevis (N. Busch)
- Ranunculus sardous subsp. subdichotomus (Gerbaul)
- Ranunculus sardous var. monanthos (Finet és Gagnep., 1904.)
- Ranunculus sardous var. pseudobulbosus (Grossh.)

## Képek

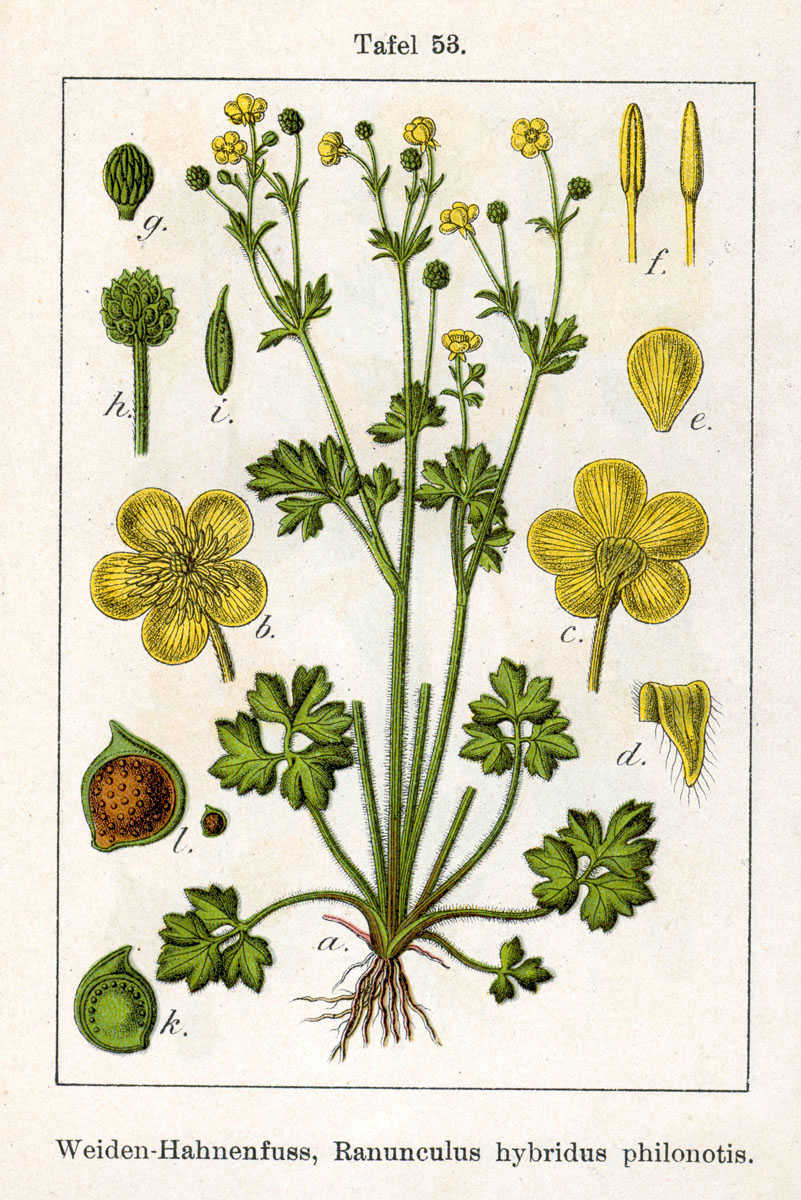
Rajz a növényről
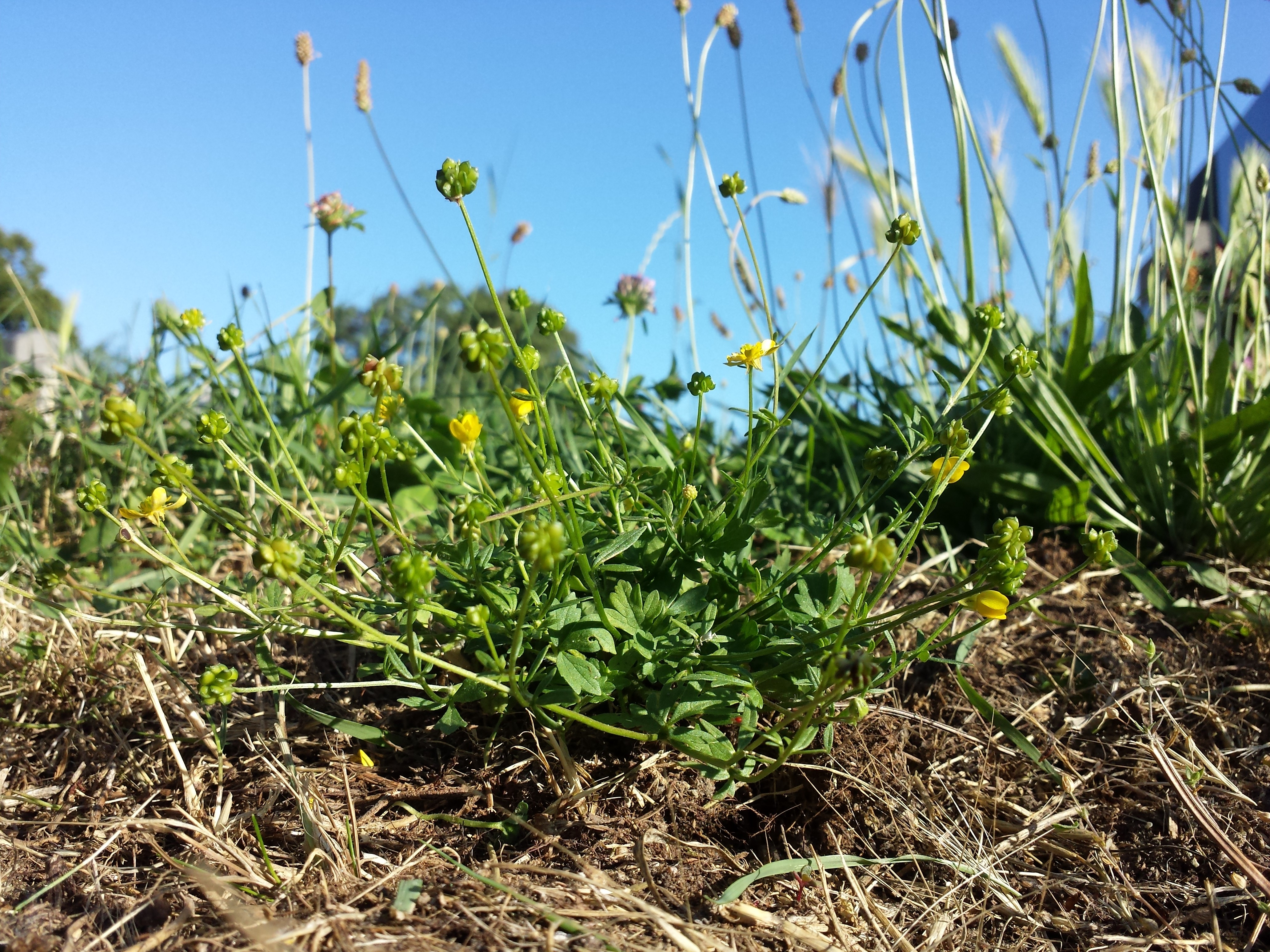
Habitusa
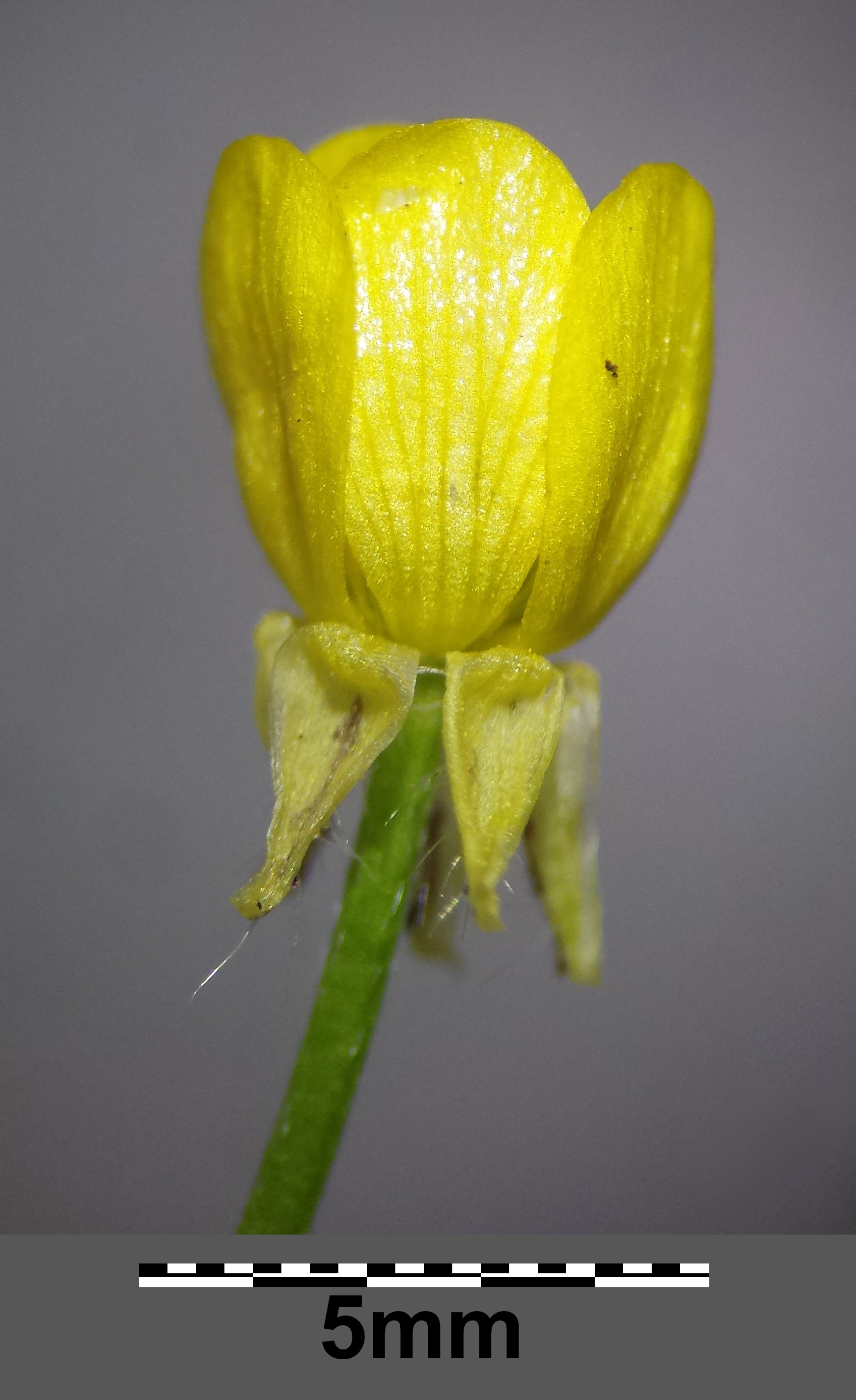
Virágja
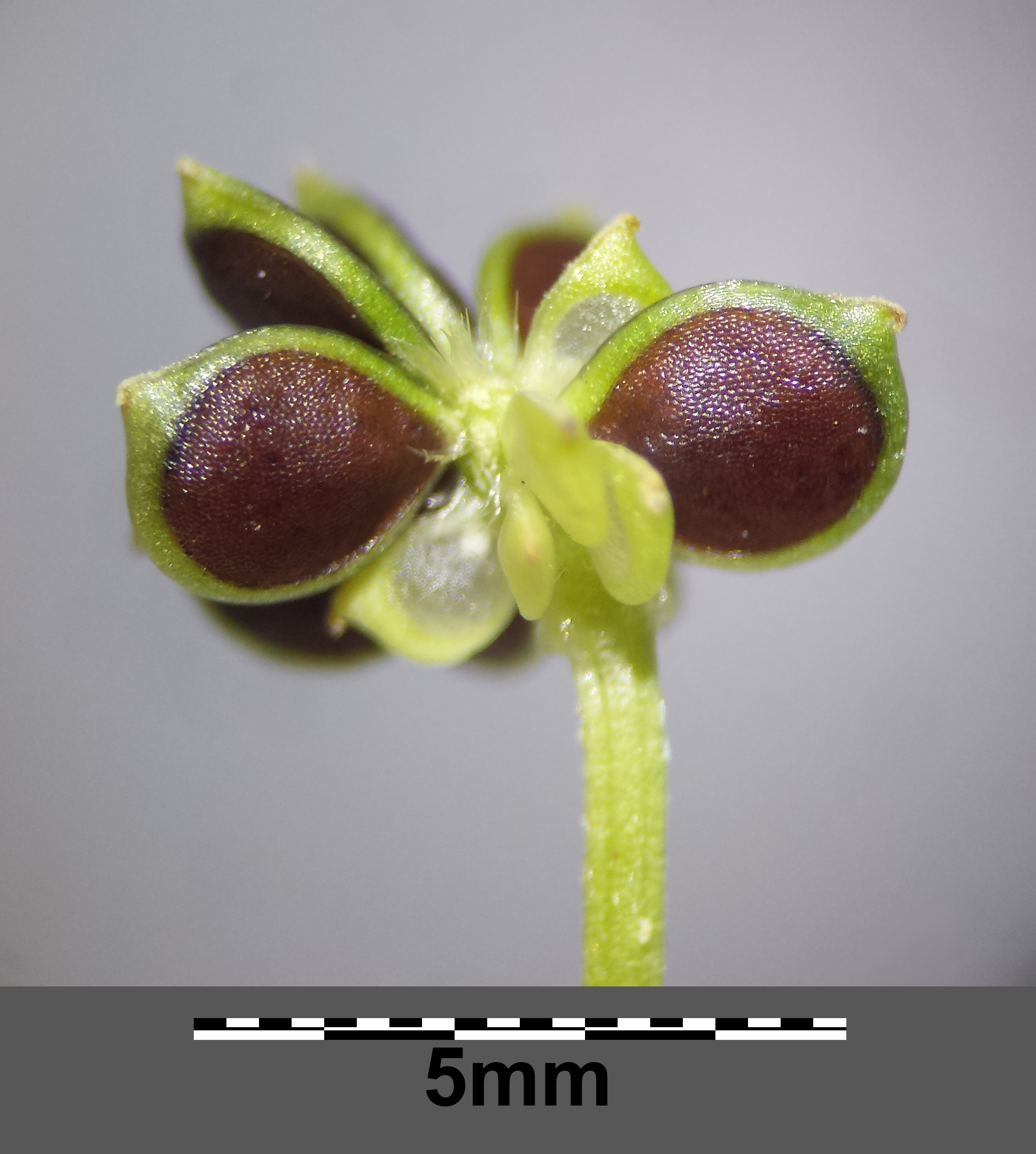
Termése